# Schelde & Rupel

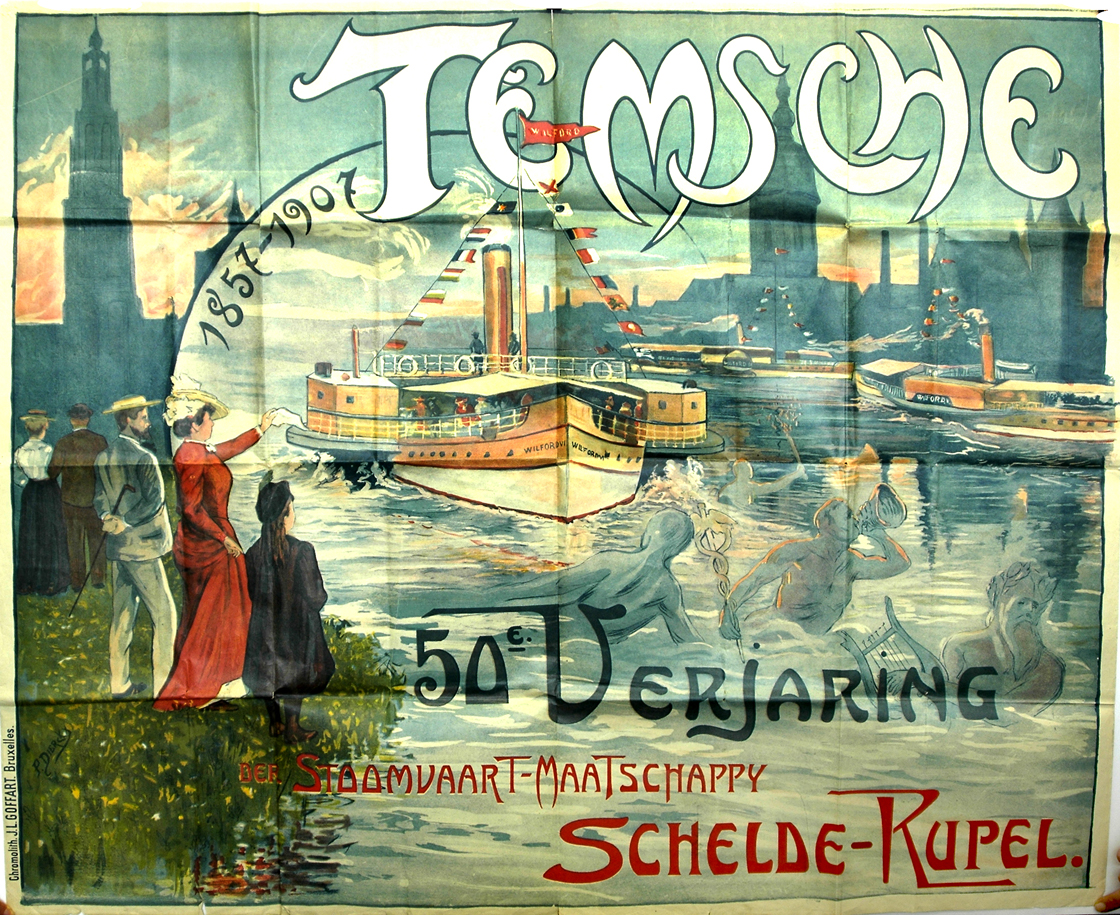
Affiche "Schelde & Rupel" 50 jaar

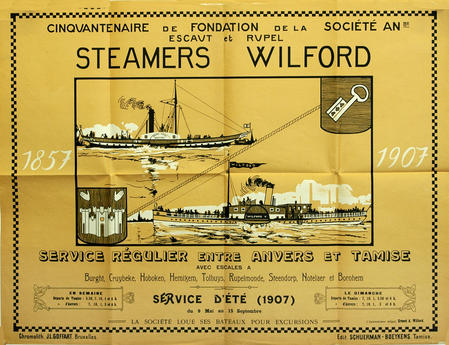
Affiche van de rederij uit 1907

Schelde & Rupel was een naamloze vennootschap die van 1857 tot 1938 een regelmatige stoomvaartdienst verzekerde tussen Temse en Antwerpen. De maatschappij werd in 1857 in Temse opgericht door de Engelse immigrant William Wilford (1803-1868) als Naamloze vaartmaatschappij Schelde en Rupel. In de volksmond werden de schepen de Wilfordboten genoemd.

## De onderneming
Het betrof vervoer vergelijkbaar met de in Nederland opgekomen beurtvaartrederijen. Vanwege het belang van de spoorwegen was deze bedrijfstak in België beperkt van omvang en ze opereerde hoofdzakelijk op de Schelde. De Schelde & Rupel was een van de weinige. In De Schelde, een krant voor Temse, zijn in 1882 en 1883 enkele advertenties te vinden van de rederij ten aanzien van vaarttijden en dergelijke. In Antwerpen werd afgemeerd aan de steiger van de Telegraafboten. Op dezelfde pagina staat een advertentie van een concurrerende maatschappij op hetzelfde traject.

### Personen
Naast William Wilford, hoofd van de onderneming, fungeerden als medestichters van de maatschappij Edward Muys (1809-1874), de eerste kapitein, en de zakenlui Karel (1792-1866) en Augustien de Landtsheer (1816-1860). Na de dood van William Wilford in 1868 volgde zijn zoon John Wilford (1836-1894) hem op aan het hoofd van de onderneming. In 1894 nam diens zoon Ernest Wilford (1869-1962) het bestuur over. Hij was de laatste bestuurder van de maatschappij.

### Schepen
De eerste stoomboot, die in Nederland werd aangekocht, werd hier naar de stichter William Wilford genoemd en startte op 1 augustus 1857 zijn lijndienst. Daarbij werden ook de tussen Temse en Antwerpen gelegen oevergemeenten bediend. In 1872 zonk dit eerste schip te Sint-Amands. Een nieuwe boot werd gebouwd op de scheepswerf Cockerill en een tweede schip werd aangekocht in Nederland. In 1899 werd een derde stoomboot gekocht om voornamelijk dienst te doen voor vrachtvervoer.
Bij het begin van de Eerste Wereldoorlog bracht Wilford zijn schepen naar Engeland, waarbij ze in dienst van de geallieerden door vijandelijke onderzeeërs werden getorpedeerd. In 1921 werd de maatschappij heropgericht als Steamers Wilford (Stoombooten Wilford), die ten slotte in 1938 de lijndienst opgaf.

## De neergang
Het interbellum was een moeilijke tijd voor de Steamers Wilford. Door de concurrentie van de stoomtram naar Antwerpen-Linkeroever (NMVB-lijn H) en de trein van Mechelen naar Terneuzen (NMBS-lijn 54) werd de winterdienst in 1924 stopgezet. Toen ook de beurskrach van 1929 plaatsvond en de auto, de elektrische tram en de autobus populairder werden, was het lot van de stoomboten bezegeld. Op 23 december 1937 werd besloten om de Wilfordboten uit dienst te nemen.